# Rudolf Agstner
Rudolf Agstner (* 1951 in Den Haag; † 19. Mai 2016 in Wien) war ein österreichischer Diplomat und Autor.

## Leben
Nach dem Schulbesuch in Bad Godesberg und Wien studierte Agstner Rechtswissenschaften an der Universität Wien (Dr. jur., 1975) und absolvierte ein Postgraduiertenprogramm an der Diplomatischen Akademie Wien (bis 1977). Noch im selben Jahr trat er in den auswärtigen Dienst seines Landes. Von 1980 bis 1981 war er in Paris und anschließend in Brüssel beschäftigt. Nach Stationen in Tripolis (1981–1984) und der Ständigen Vertretung Österreichs bei den Vereinten Nationen in New York (1984–1987) war Agstner Botschaftsangehöriger von 1991 bis 1996 in Kairo. Nach einem Jahr diplomatischer Tätigkeit in der Außenstelle der österreichischen Botschaft in Bonn avancierte er von Oktober 2006 bis 17. März 2009 zum Botschafter in Äthiopien mit gleichzeitiger Akkreditierung als Ständiger Vertreter Österreichs bei der Afrikanischen Union.
Agstner schrieb 15 Bücher und über 200 Artikel über die Geschichte des österreichisch-ungarischen und österreichischen Außenministeriums und der österreichischen Vertretungsbehörden in Ägypten, Äthiopien, Israel, Libyen und dem Sudan. Agstner übte eine Lehrtätigkeit am Institut für Zeitgeschichte der Universität Innsbruck aus. 2011 publizierte er die Erinnerungen von Lore Trenkler, der Leibköchin von Kaiser Haile Selassie.
2004 verlieh ihm Bundespräsident Heinz Fischer den Berufstitel Professor.

## Werke (Auswahl)
als Autor
- Von Kaisern, Konsuln und Kaufleuten. Lit, Wien 2011/12.
- Österreich und die Ukraine. 1785–2010. 2011, ISBN 978-3-643-50335-0.
- Die k.u.k. Konsulate in Arabien, Lateinamerika, Lettland, London und Serbien. 2012, ISBN 978-3-643-50459-3.
- One week in Ethiopia. Forever with God. Guidebook to the Foreigners' Cemeteries in Addis Abeba, Ethopia. Lit, Wien 2009, ISBN 978-3-643-50091-5.
- mit Gertrude Enderle-Burcel, Michaela Follner: Österreichs Spitzendiplomaten zwischen Kaiser und Kreisky. Biografisches Handbuch der Diplomaten des höheren auswärtigen Dienstes 1918 bis 1959. Fassbaender, Wien 2009.
- Cizí konzuláty v Čechách, na Moravě a v Bratislavě 1869–1918 – Die fremden Konsulate in Böhmen und Mähren sowie in Pressburg 1869–1918. Ústav mezinárodních vztahů, Praha 2008.
- Handbuch des Österreichischen Auswärtigen Dienstes. Band 1: 1918–1938: Zentrale, Gesandtschaften und Konsulate. Lit-Verlag, Wien 2015, ISBN 9783643506856.

als Herausgeber
- Die Türkei 1960. Politische Berichte von Botschafter Karl Hartl an Außenminister Bruno Kreisky. Lit, Wien 2011, ISBN 978-3-643-50307-7.
- Lore Trenkler: Arbeiten und Leben am Hof Haile Selassies I. Erinnerungen 1960–1975. Harrassowitz, Wiesbaden 2011, ISBN 978-3-447-06447-7.
- Österreich in Istanbul. K.u.k. Präsenz im osmanischen Reich. Lit, Wien 2010, ISBN 978-3-643-50230-8.